# Ludwik Tylbor
Ludwik Tylbor (ur. 27 sierpnia 1887, zm. 26 sierpnia 1953) – polski inżynier.

## Życiorys
W 1927 jako dotychczasowy referendarz został mianowany radcą ministerialnym w Centrali Ministerstwa Robót Publicznych. Był m.in. autorem projektów konstrukcji żelbetowych gmachu Banku Gospodarstwa Krajowego w Warszawie (budowa 1928–1931), gmachu Ministerstwa Robót Publicznych oraz współautorem z Wacławem Straszyńskim mostu drogowego przez Sołę w Kobiernicach. Publikował w „Czasopiśmie Technicznym”. W latach 30. był radcą Ministerstwa Komunikacji. Do 1939 zamieszkiwał przy ul. Mianowskiego 24 w Warszawie.
Po II wojnie światowej został kierownikiem utworzonej w 1951 Katedry Mechaniki Technicznej w ramach Oddziału Technologii Drewna Szkoły Głównej Gospodarstwa Wiejskiego.
Został pochowany na cmentarzu Wojskowym na Powązkach w Warszawie (kwatera A2-10-9).

## Ordery i odznaczenia
- Krzyż Kawalerski Orderu Odrodzenia Polski (27 lutego 1951)[10]

- Złoty Krzyż Zasługi (trzykrotnie: 11 listopada 1936[6], 6 czerwca 1939[11], 25 czerwca 1946[12])